# Guardatinajas
Guardatinajas – miasto w Wenezueli, w stanie Guárico.